# Cedarville (Kentucky)
Cedarville é uma cidade localizada no estado americano de Kentucky, no Condado de Pike.

## Demografia
Segundo o censo americano de 2000, a sua população era de 52 habitantes.

## Geografia
De acordo com o United States Census Bureau tem uma área de
0,2 km², dos quais 0,2 km² cobertos por terra e 0,0 km² cobertos por água.

## Localidades na vizinhança
O diagrama seguinte representa as localidades num raio de 24 km ao redor de Cedarville.